# Sedia girevole

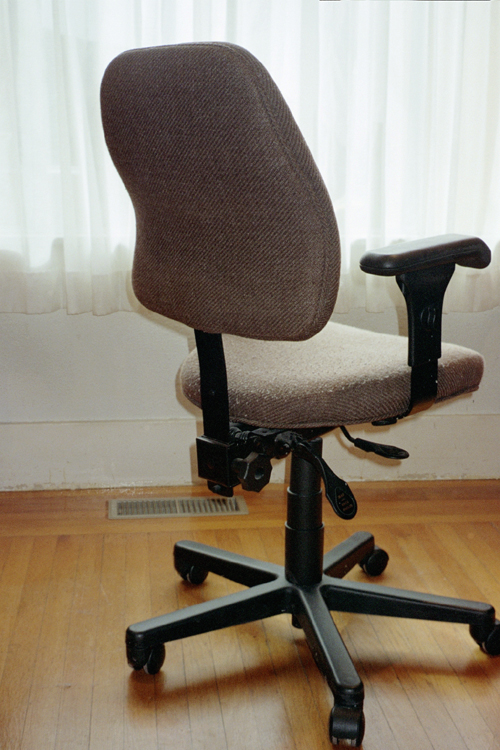
Una sedia girevole con pompa pneumatica per regolare l'altezza del sedile.

La sedia girevole o poltrona girevole o sedia da ufficio è un tipo di sedia (solitamente imbottita) imperniata su un asse che le permette di ruotare a 360 gradi.

## Origini
Partendo da una sedia Windsor in stile inglese, probabilmente realizzata e acquistata da Francis Trumble o dall'ebanista di Philadelphia Benjamin Randolph, Thomas Jefferson costruì una delle prime sedie girevoli. Modificò pesantemente la sedia Windsor, collegando la parte superiore e inferiore con un perno centrale di ferro, permettendo alla parte superiore, chiamata seduta, di ruotare su rotelle del tipo usato nelle finestre a scorrimento verticale. Non aveva ruote. Si presume che durante la riunione del Secondo congresso continentale a Filadelfia nel 1776, Jefferson utilizzasse proprio questa sedia girevole mentre redigeva la Dichiarazione di Indipendenza degli Stati Uniti. In seguito, nel 1791, fece inviare la sedia a Monticello, la sua piantagione in Virginia, dove aggiunse un bracciolo laterale ribaltabile per poter scrivere.
Dal 1836, la sedia è di proprietà dell'American Philosophical Society di Filadelfia.

## Descrizione
Le sedie da ufficio girevoli hanno spesso la seduta e la spalliera imbottite e rivestite in tessuto ed i braccioli laterali in plastica, in pelle o in metallo non rivestiti.
Alcune sedie girevoli sono reclinabili fino ad una certa inclinazione. L'altezza è regolabile mediante sistemi pneumatici posti alla base della seduta.